# Туристичка организација општине Сурдулица
| Туристичка организација општине Сурдулица |                                  |
|                                           |                                  |
| Оснивач:                                  | Општина Сурдулица                |
| Седиште:                                  | 5. септембар 27 Сурдулица Србија |
| Директор:                                 | Биљана Николић                   |
| Веб презентација                          | [ 1 ]                            |

Туристичка организација општине Сурдулица је једна од јавних установа општине Сурдулица, основана 26. децембра 2001. године одлуком Скупштине општине Сурдулица, чија је основни задатак израда програма развоја и унапређење туризма на подручју општине са посебним освртом на Власину и Власинско језеро.

## Делатности ТО Сурдулица
- Припрема и израда плана и програма развоја и унапређење туризма
- Промоција туристичких вредности општине
- Координација активности и сарадња између привредних и других субјеката који посредно и непосредно делују на унапређење и промоцију туризма
- Обезбеђивање и израда информативно-пропагандног материјала за промоцију туристичких вредности општине
- Прикупљање и објављивање информација о целокупној понуди на територији општине
- Организовање и учешће на туристичким, научним, спортским, културним и другим манифестацијама
- Организација туристичко-информативних центара (за прихват туриста, пружање бесплатних информација, упознавање туриста са квалитетом туристичке понуде и др.)
- Промоција туристичких вредности општине на домаћим и међународним сајмовима туризма

## Туристичке услуге
ТО пружа следеће услуге:
- Резервација хотелског смештаја
- Резервација соба у домаћем смештају
- Пружање информација туристима